# Roger Brugué
Roger Brugué Ayguade (Báscara, 4 de noviembre de 1996), conocido como Brugui, es un futbolista español que juega como delantero en las filas del Levante U. D. de la Primera División de España.

## Trayectoria
Nacido en Bàscara, Gerona, Cataluña, se formó en las categorías inferiores de la U. E. Figueres hasta 2014, cuando formó parte del primer equipo con el disputó dos temporadas en Tercera División. En 2016 ingresó en la disciplina grana del Club Gimnàstic de Tarragona y reforzó al Club de Futbol Pobla de Mafumet, filial del club grana, en Tercera División durante dos temporadas. 
El 28 de octubre de 2017 hizo su debut con el primer equipo en Segunda División en la 12.ª jornada frente al C. D. Lugo. El 12 de enero de 2018 renovó su contrato hasta el 30 de junio de 2020. Durante la temporada 2018-19 pasó a ser miembro del primer equipo.
El 1 de julio de 2021 firmó por cuatro años con el Levante U. D., siendo posteriormente cedido al C. D. Mirandés para jugar allí el primero de ellos. En los otros tres llegó a disputar cien encuentros y en el último de ellos ayudó al equipo a ascender a Primera División con once goles. Tras celebrar este éxito, anunció su renovación hasta 2028.

## Clubes
| Club                    | País   | Año       |
| ----------------------- | ------ | --------- |
| U. E. Figueres          | España | 2014-2016 |
| C. F. Pobla de Mafumet  | España | 2016-2018 |
| Nàstic de Tarragona     | España | 2018-2021 |
| Levante U. D.           | España | 2021-     |
| C. D. Mirandés (cedido) | España | 2021-2022 |